# Barentsburg

Carte de l'archipel du Svalbard avec localisation de Barentsburg.

Barentsburg (en russe : Баренцбург) est une ville de Norvège. Elle est située sur la côte ouest de l'île du Spitzberg  dans le Isfjorden à 55 km à l'ouest de Longyearbyen.
C'est le second lieu le plus habité du Svalbard après Longyearbyen et compte moins de 400 habitants, quasiment tous des Russes et Ukrainiens.
Aucune route ne permet d'atteindre Barentsburg. On ne peut atteindre la ville que par bateau par le fjord de Grønfjorden en été et motoneige en hiver.
La principale activité économique de la ville est l'extraction de charbon par la compagnie russe Arktikougol (Арктикуголь), présente sur l'île depuis 1932.

## Statut
Le Svalbard est sous souveraineté norvégienne. Néanmoins, le traité concernant le Spitzberg, signé en 1920, autorise tous les pays signataires à exploiter les ressources naturelles de l'archipel. La Russie est aujourd'hui le seul pays étranger à exercer ce droit, et ce uniquement à Barentsburg depuis la fermeture de la mine de Pyramiden en 1998. La Russie maintient d'ailleurs un consulat à Barentsburg.

## Économie
La compagnie Arktikougol, propriété de l'État russe, exploite des mines au Svalbard depuis 1932. La mine de charbon de Barentsburg est exploitée par Arktikougol et constitue la principale source de revenu de Barentsburg. La grande majorité de la population travaille à la mine ou dans les services liés (cantine, etc.).
Reste que les réserves de charbon s'épuisent et que la mine n'est plus rentable. Le charbon n'est d'ailleurs plus exporté et ne sert qu'à la consommation locale, notamment pour l'alimentation de la centrale thermique qui produit l'électricité et le chauffage de la ville.
Pour pallier la baisse de l'activité minière, la localité mise sur le  tourisme.
Après 2022, l'office officiel du tourisme Visit Svalbard  met  fin à l'organisation de ses voyages  vers Barentsburg.

## Histoire et conditions de vie
Découvert fin XVIe siècle par l'explorateur néerlandais Willem Barentsz (1550-1597) l'archipel attire des baleiniers, des trappeurs puis des compagnies minières au début du XXe siècle.
De 1920 à 1932, une compagnie néerlandaise exploite le gisement de houille. Elle renomme le lieu Barentsburg d'après le nom de l'explorateur néerlandais Willem Barentsz. En 1932, la compagnie vend la mine, y compris la localité, au trust soviétique Arktikougol.

### Époque soviétique
À l'époque soviétique, Barentsburg servait de vitrine de l'URSS en Norvège et dans l'Arctique. La ville était très bien entretenue et ses habitants considérés comme privilégiés. Se trouvent d'ailleurs toujours à Barentsburg un centre sportif et une piscine olympique couverte. L'importance accordée à la ville n'était pas uniquement due à des questions de prestige, mais avait également des raisons stratégiques. Bien que territoire démilitarisé, le Svalbard n'en constituait pas moins un poste d'observation de choix pour les Soviétiques durant la guerre froide. Barentsburg était ainsi un point d'espionnage stratégique.

### Depuis la chute de l'URSS
Depuis la chute de l'URSS, Barentsburg a été progressivement abandonnée par Moscou et est tombée en déliquescence. La ville se dépeuple progressivement (passant de 1 500 habitants, à l'époque soviétique, à moins de  400, en 2023) et les conditions de vie sont de plus en plus précaires. Les habitants, trop pauvres pour importer des marchandises de Russie, vivent aujourd'hui en quasi-autarcie, comptant notamment sur la ferme et l'élevage bovin situé le plus au Nord du monde. La compagnie Arktikougol a d'ailleurs été très critiquée pour sa mauvaise gestion et les promesses faites aux travailleurs qui voient, en arrivant sur place, leur salaire divisé par trois par rapport à ce qui leur avait été promis en Russie. Trop pauvres, ceux-ci n'ont plus les moyens de rentrer chez eux. Pour survivre, ils n'ont pas d'autre choix que de compter sur l'aide humanitaire fournie par des associations norvégiennes.
En avril 2011, Arthur Tchilingarov, le représentant spécial du président russe pour la coopération internationale en Arctique et en Antarctique, a annoncé la création prochaine d'un centre scientifique à Barentsburg.

### L'incendie de 2006
Le 17 octobre 2006, des inspecteurs norvégiens ont détecté un feu souterrain couvant dans un dépôt de charbon. Ce feu aurait pu se transformer en incendie nécessitant l'évacuation de toute la ville. Il a finalement pu être maîtrisé le 3 novembre, mais la compagnie Arktikougol a été sévèrement critiquée pour son manque d'infrastructure et ses multiples négligences.

### Après l'invasion de l'Ukraine en 2022
Les habitants russes et ukrainiens ont toujours entretenu des relations paisibles avec leurs voisins majoritairement norvégiens.
Après 2022 la lecture des statistiques démographiques norvégiennes fait apparaître une érosion accélérée de la population de Barentsburg passée de 400 habitants au 1er janvier 2021 à 391 habitants un an plus tard, puis à 357 début 2023.
Le 9 mai 2023, à l'occasion de la commémoration de la grande guerre patriotique, la Russie organise un défilé militaire et en juillet une Journée de la Marine. Ces manifestations sont vues comme  des tentatives de propagande en terres norvégiennes.

## Climat
| Mois                                        | jan.       | fév.       | mars       | avril      | mai        | juin      | jui.      | août      | sep.       | oct.       | nov.       | déc.       | année      |
| ------------------------------------------- | ---------- | ---------- | ---------- | ---------- | ---------- | --------- | --------- | --------- | ---------- | ---------- | ---------- | ---------- | ---------- |
| Température minimale moyenne (°C)           | −13        | −13,7      | −13,9      | −10,9      | −4,4       | 1,4       | 4,8       | 4         | 0,3        | −5,6       | −8,7       | −11,1      | −5,9       |
| Température moyenne (°C)                    | −10,3      | −11        | −11,3      | −8,6       | −2,7       | 2,8       | 6,4       | 5,5       | 1,8        | −3,7       | −6,3       | −8,6       | −3,8       |
| Température maximale moyenne (°C)           | −7,7       | −8,2       | −8,6       | −5,9       | −0,7       | 4,6       | 8,7       | 7,5       | 3,5        | −1,8       | −4         | −6,1       | −1,6       |
| Record de froid (°C) date du record         | −37,1 1967 | −39,3 1979 | −39,8 1986 | −33,3 1988 | −22,5 1981 | −9,2 1962 | −1 1981   | −3,5 1994 | −12,2 1988 | −27,1 1968 | −29,3 1951 | −37,3 1968 | −39,8 1986 |
| Record de chaleur (°C) date du record       | 6,8 1970   | 5,6 1975   | 4,1 1976   | 5,3 2006   | 9,9 1960   | 14,6 1953 | 20,3 1999 | 17,9 2015 | 12,1 1990  | 8,5 1961   | 6,8 1953   | 7,6 2017   | 20,3 1999  |
| Précipitations (mm)                         | 61         | 47         | 58         | 36         | 31         | 20        | 29        | 40        | 55         | 59         | 67         | 62         | 565        |
| Record de pluie en 24 h (mm) date du record | 33 1986    | 36 1960    | 51 2003    | 51 1982    | 21 1992    | 22 1979   | 28 1971   | 46 1980   | 34 1953    | 47 1953    | 42 1978    | 43 1966    | 51 2003    |
| Nombre de jours avec précipitations         | 2          | 1          | 2          | 1          | 3          | 10        | 17        | 16        | 12         | 4          | 3          | 2          | 73         |
| Humidité relative (%)                       | 77         | 77         | 77         | 77         | 79         | 81        | 81        | 82        | 81         | 77         | 77         | 77         | 79         |
| Nombre de jours avec neige                  | 24         | 20         | 22         | 20         | 20         | 10        | 1         | 3         | 14         | 22         | 23         | 24         | 203        |
| Nombre de jours d'orage                     | 0          | 0          | 0          | 0          | 0          | 0,03      | 0,03      | 0,1       | 0,03       | 0          | 0          | 0          | 0,2        |
| Nombre de jours avec brouillard             | 0,4        | 1          | 1          | 1          | 1          | 3         | 3         | 2         | 3          | 1          | 1          | 0          | 17         |

| Diagramme climatique                                  |             |             |             |            |          |          |        |          |            |          |             |
| J                                                     | F           | M           | A           | M          | J        | J        | A      | S        | O          | N        | D           |
| −7,7−1361                                             | −8,2−13,747 | −8,6−13,958 | −5,9−10,936 | −0,7−4,431 | 4,61,420 | 8,74,829 | 7,5440 | 3,50,355 | −1,8−5,659 | −4−8,767 | −6,1−11,162 |
| Moyennes : • Temp. maxi et mini °C • Précipitation mm |             |             |             |            |          |          |        |          |            |          |             |

## Galerie

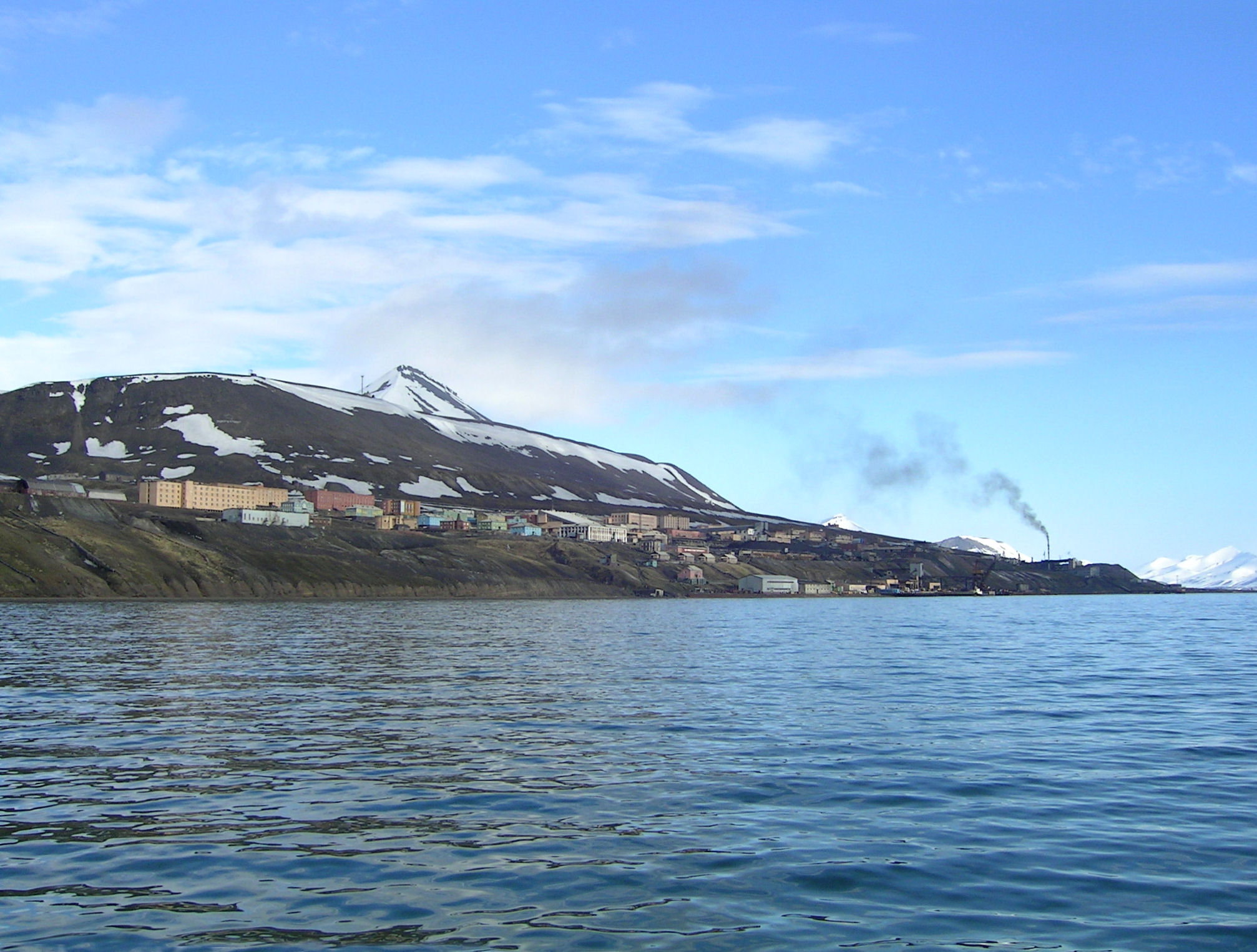
Barentsburg, vue depuis la mer.
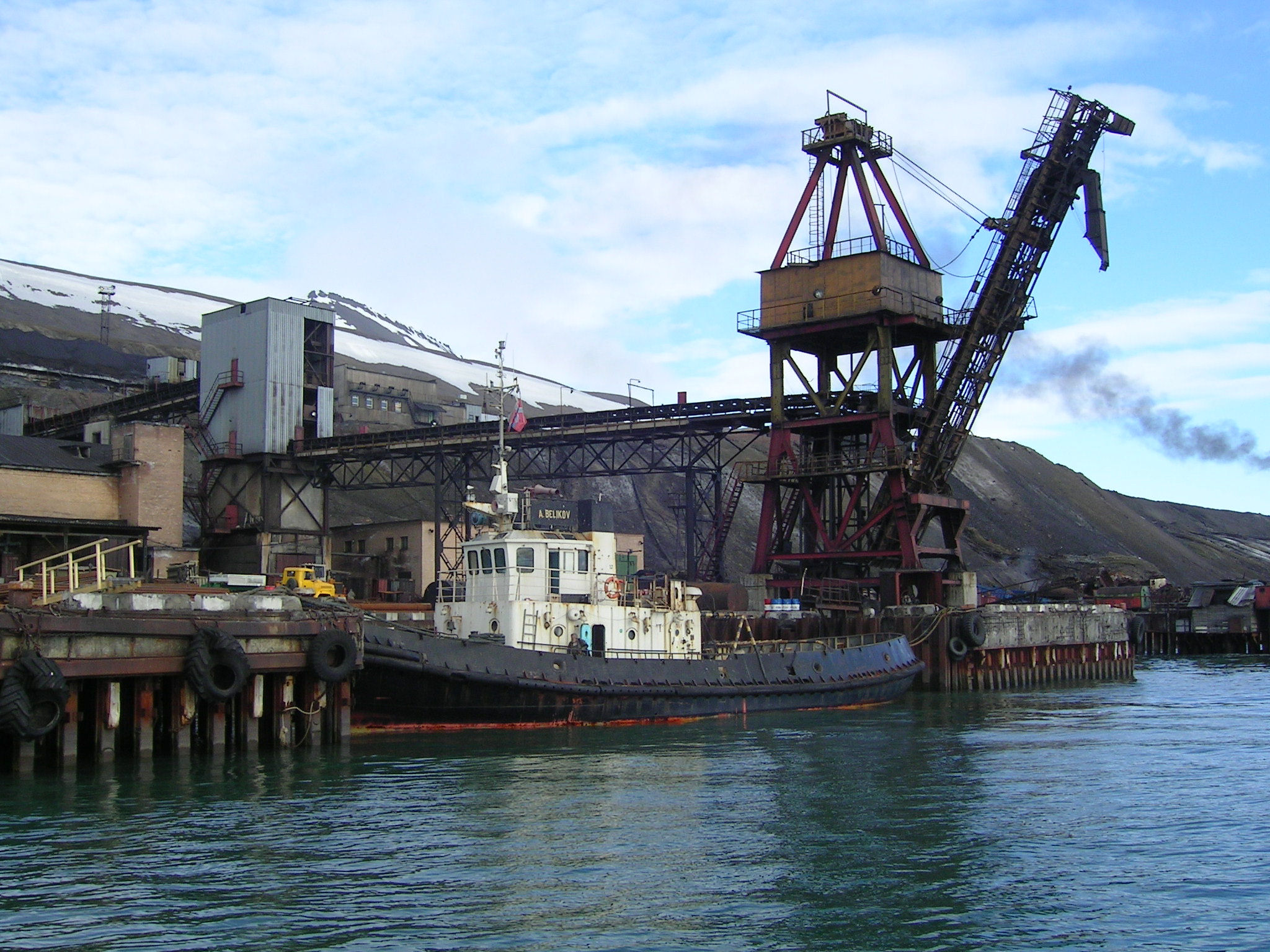
Le port de Barentsburg.
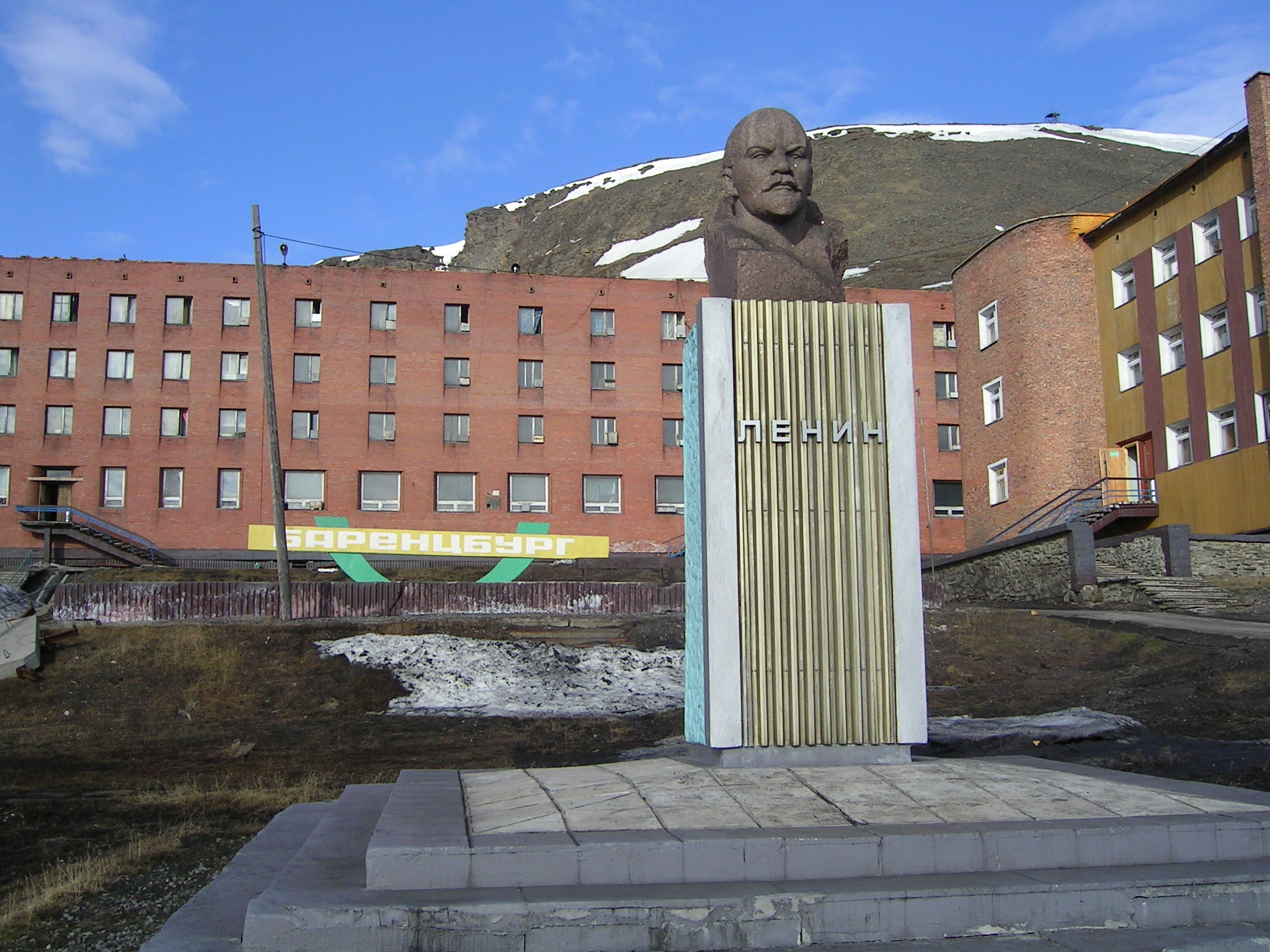
La statue de Lénine.
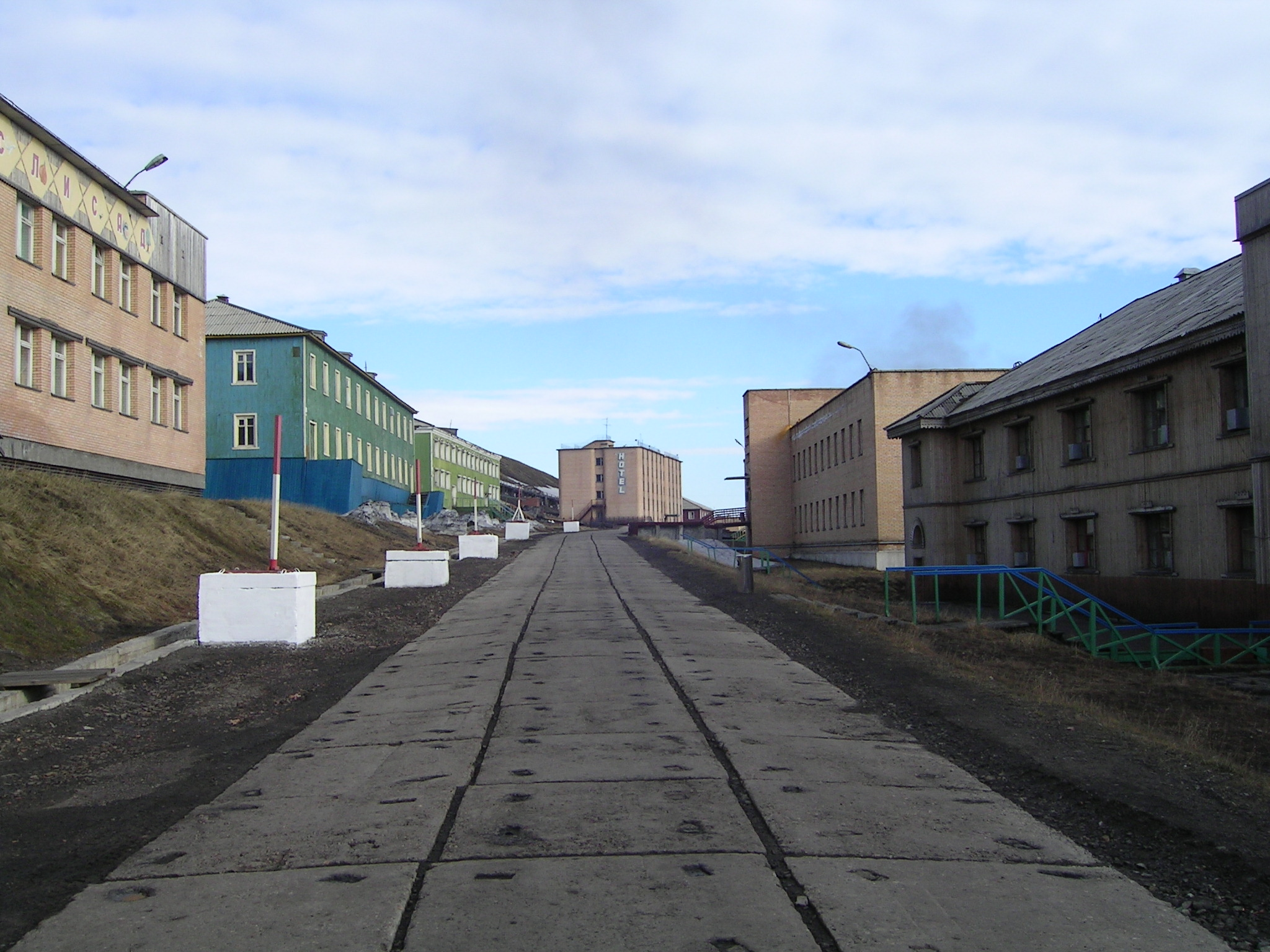
La rue centrale de Barentsburg.
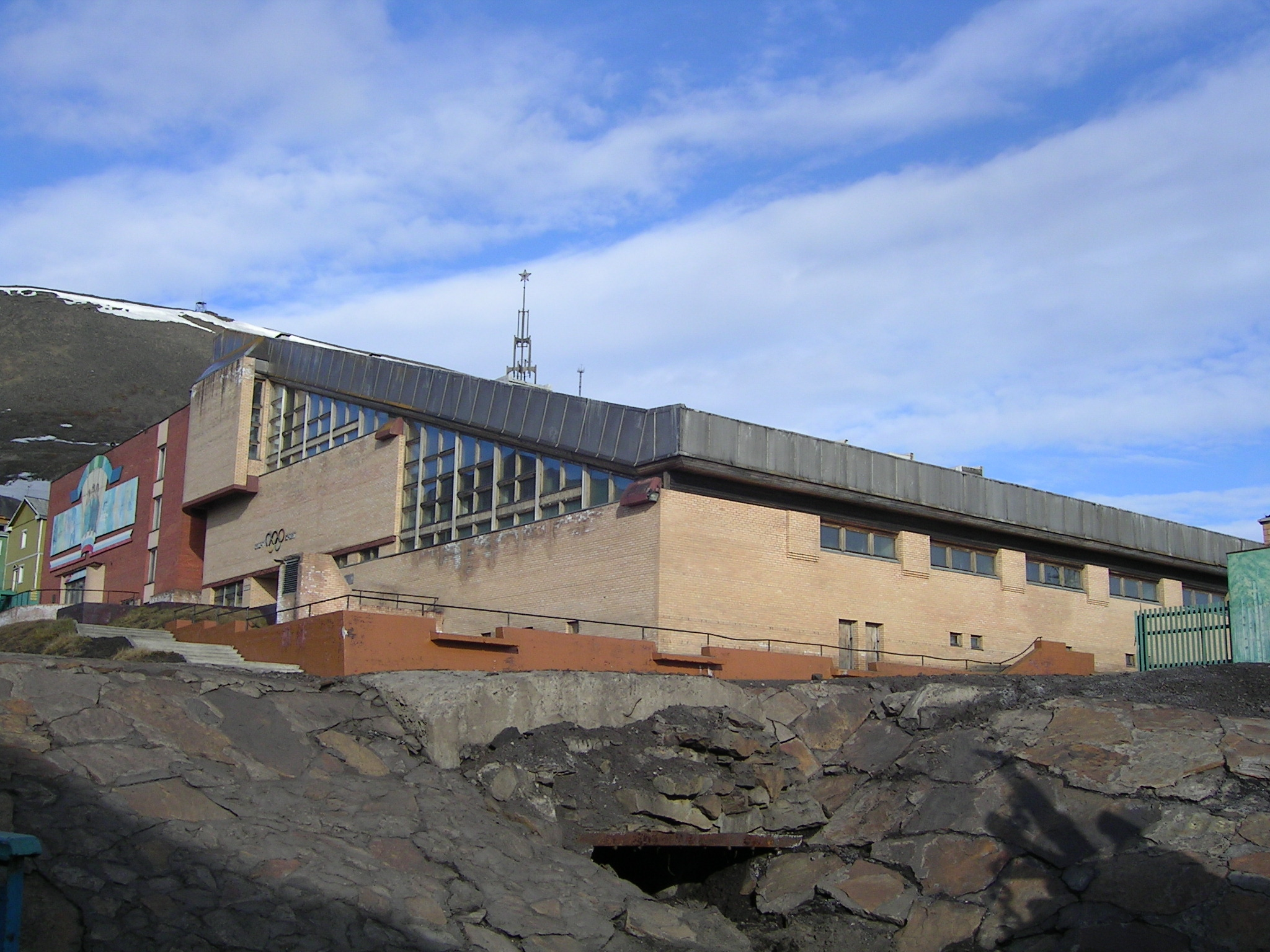
La piscine olympique.

### liens externes
- Ressource relative à la géographie :   - Norsk Polarinstitutt
- Notices dans des dictionnaires ou encyclopédies généralistes :   - Den Store Danske Encyklopædi
  - Store norske leksikon
- Notices d'autorité :   - VIAF
  - LCCN
  - GND
  - WorldCat
- Story on Barentsburg from the BBC, December 25, 2006.
- « About Spitsbergen »(Archive.org • Wikiwix • Archive.is • Google • Que faire ?) (consulté le 2 août 2017) from the Ambassy of the Russian Federation in Oslo, July 2007.